# Hochmoor und Grünland am Heiddeich
Das Hochmoor und Grünland am Heiddeich ist ein Naturschutzgebiet in der niedersächsischen Gemeinde Rastede im Landkreis Ammerland.
Das Naturschutzgebiet mit dem Kennzeichen NSG WE 248 ist 53 Hektar groß. Es liegt östlich von Rastede am Rand der Geest im Übergangsbereich zur Wesermarsch. Begrenzt wird es im Osten durch eine Straße, die hier gleichzeitig die Grenze des Landkreises Ammerland zum Landkreis Wesermarsch ist, im Süden durch den Damm der ehemaligen Bahnstrecke Oldenburg–Brake und im Westen durch das Flüsschen Schanze. Das Hochmoorgebiet wird vom Heiddeich durchzogen, der Siedler der Wesermarsch vor dem herabfließenden Oberflächenwasser der Geest schützen sollte.
Das Moorgebiet wird westlich des Heiddeichs überwiegend von Moorbirkenwald geprägt. In diesem Bereich fand früher oberflächlich Torfabbau statt. In baumlosen Bereichen des Moores sind Pfeifengräser, Wollgräser, Torfmoose und Schwingrasen zu finden. Die Schichten des Hochmoores im Schutzgebiet sind teilweise bis zu drei Meter mächtig. Teile der Grünflächen im Schutzgebiet werden als Grünland landwirtschaftlich genutzt, Teile liegen auch brach.
Entwässert wird das Gebiet u. a. durch die Schanze, die nordöstlich von Rastede mit der Rasteder Bäke zusammenfließt und die Jade bildet.
Das Gebiet steht seit dem 5. August 2006 unter Naturschutz. Zuständige untere Naturschutzbehörde ist der Landkreis Ammerland.